# Insula Chiloé

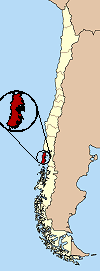
Localizarea insulei Chiloé în Chile

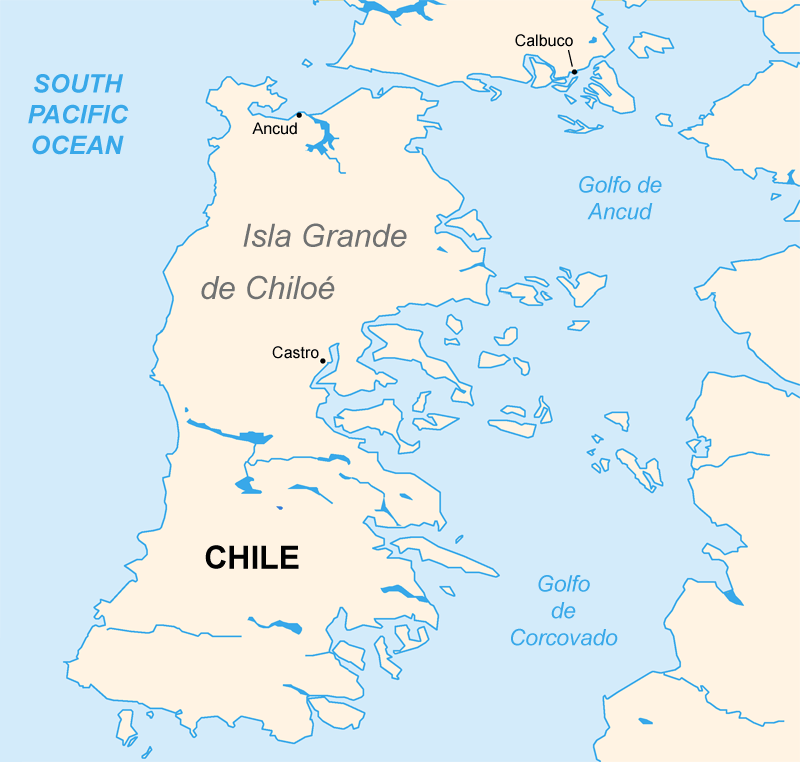
Harta insulei Chiloé

Insula Chiloé este o insulă de pe coasta pacifică din sudul republicii Chile. Cu o suprafață de 8394 km2, este cea mai mare insulă a arhipelagului omonim, a doua din Chile după Țara de Foc și a 87-a ca mărime din lume.
Din punct de vedere administrativ, insula formează, împreună cu majoritatea insulelor din arhipelag și cu insula Guafo provincia Chiloé din regiunea Los Lagos. Capitala provinciei și cel mai mare oraș de pe insulă este Castro, situat pe coasta de est.

## Geografie
Insula Chiloé este separată de continent la nord prin strâmtoarea Chacao iar la est prin Golful Ancud și Golful Corcovado; la sud, dincolo de strâmtoarea Boca del Guafo se află arhipelagul Chonos. Insula are o lungime de 190 km și o lățime maximă de 65 km. Linia de coastă este foarte neregulată, prezentând numeroase golfuri, peninsule mici și insulițe.
Insulele Chiloé și Chonos constituie extensia spre sud a munților de coastă din Chile, care se întind paralel cu Munții Anzi. Ca urmare, insula Chiloé este străbătută și ea de munți, de la nord la sud.
Insula cuprinde și o serie de lacuri, cum ar fi lacul Cucao, lacul Huillinco, lacul Tepuhueco etc.
Insula are o climă temperată umedă și rece, mai ales în vestul insulei, unde se și găsește o porțiune acoperită de pădure temperată valdiviană. Pe coasta de est vremea este ceva mai caldă și uscată.

## Flora și fauna

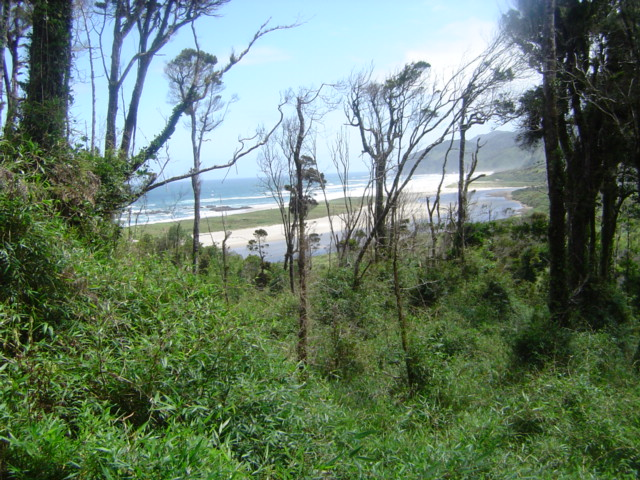
Pădure temperată de tip valdivian în vestul insulei Chiloé

Fiind o insulă, pe Chiloé s-a dezvoltat o faună bogată, specifică, care a evoluat într-o relativă izolare.
Astfel, cele 443 de specii de plante întâlnite pe insula Chiloé aparțin de 205 genuri și respectiv 96 familii diferite. Cu alte cuvinte, deși există o diversitate ridicată, sunt relativ puține specii în cadrul fiecărei grupări biologice. De exemplu, dintre genurile de arbori, 26 (adică 81%) sunt reprezentate printr-o singură specie endemică. În plus, spre deosebire de alte păduri temperate, aici predomină plantele cu flori.
În mod similar, 50% dintre speciile de pești de apă dulce, 76% dintre speciile de amfibieni, 33% dintre speciile de mamifere și 30% dintre speciile de păsări sunt endemice.
Un exemplu în acest sens este '"monito del monte (dromiciops gliroides), o specie endemică de mamifer marsupial, singurul reprezentant actual al ordinului Microbiotheria.
Zona marină din nord-vestul insulei Chiloé se caracterizează printr-o faună marină variată, ce include balene albastre, balene nordice, balene cu cocoașă, delfini de Chile și delfini Peale (Lagenorhynchus australis, o specie găsită doar în apele din sudul Chile), lei de mare, lutre de mare sud-americane, pinguini Magellan și pinguini Humboldt.
În partea de vest a insulei a fost creat Parcul Național Chiloé cu o suprafață de 43057 ha, ce include o parte a munților de coastă de pe insulă.
Cercetări recente, împreună cu dovezi și documente istorice  arată că cea mai cultivată varietate de cartof, Solanum tuberosum tuberosum, provine de pe insula Chiloé, fiind cultivată aici de către indigeni încă dinaintea sosirii cuceritorilor spanioli.

## Istorie
Primii locuitori cunoscuți ai insulei Chiloé au fost amerindienii Chonos, o populație nomadă. Ulterior au venit pe insulă și membri au tribului Huilliche (parte a populației mapuche), stabilindu-se în partea de est a insulei și practicând agricultura și pescuitul.
Primul european care a văzut insula a fost Alonso de Camargo în 1540, însă cel care a debarcat pentru prima dată pe insulă și a explorat-o a fost Francisco de Ulloa în 8 noiembrie 1553.
În data de 28 februarie 1558, Martín Ruiz de Gamboa a luat în posesie insula în numele regelui Spaniei, numind-o Noua Galicie și incluzând-o în Viceregatul Peru. Tot Martín Ruiz de Gamboa a fondat în 1567 și primul oraș pe insulă, Castro, care a fost capitala provinciei până în 1788, când a fost înlocuit cu Ancud..
În 1784, insula Chiloé a devenit o dependență directă a Viceregatului Peru, separată de partea continentală a Chile care tot atunci a devenit o căpitănie generală în cadrul viceregatului.
Datorită izolării sale, insula Chiloé nu a fost afectată decât foarte târziu de luptele pentru independența Chile, după decembrie 1817 insula rămânând ultimul bastion al forțelor regaliste din Chile.  Insula a fost cucerită de forțele armate chiliene conduse de Ramón Freire abia în 15 ianuarie 1826.
În vara australă 1834-1835,  Charles Darwin a vizitat insula Chiloé, descriind impresiile sale despre această regiune în jurnalul său.
În marele cutremur din Chile din 1960, orașul Castro a suferit pagube însemnate, iar catedrala din Ancud a fost complet distrusă.
În 1982, Castro a redevenit capitala provinciei.

## Populația

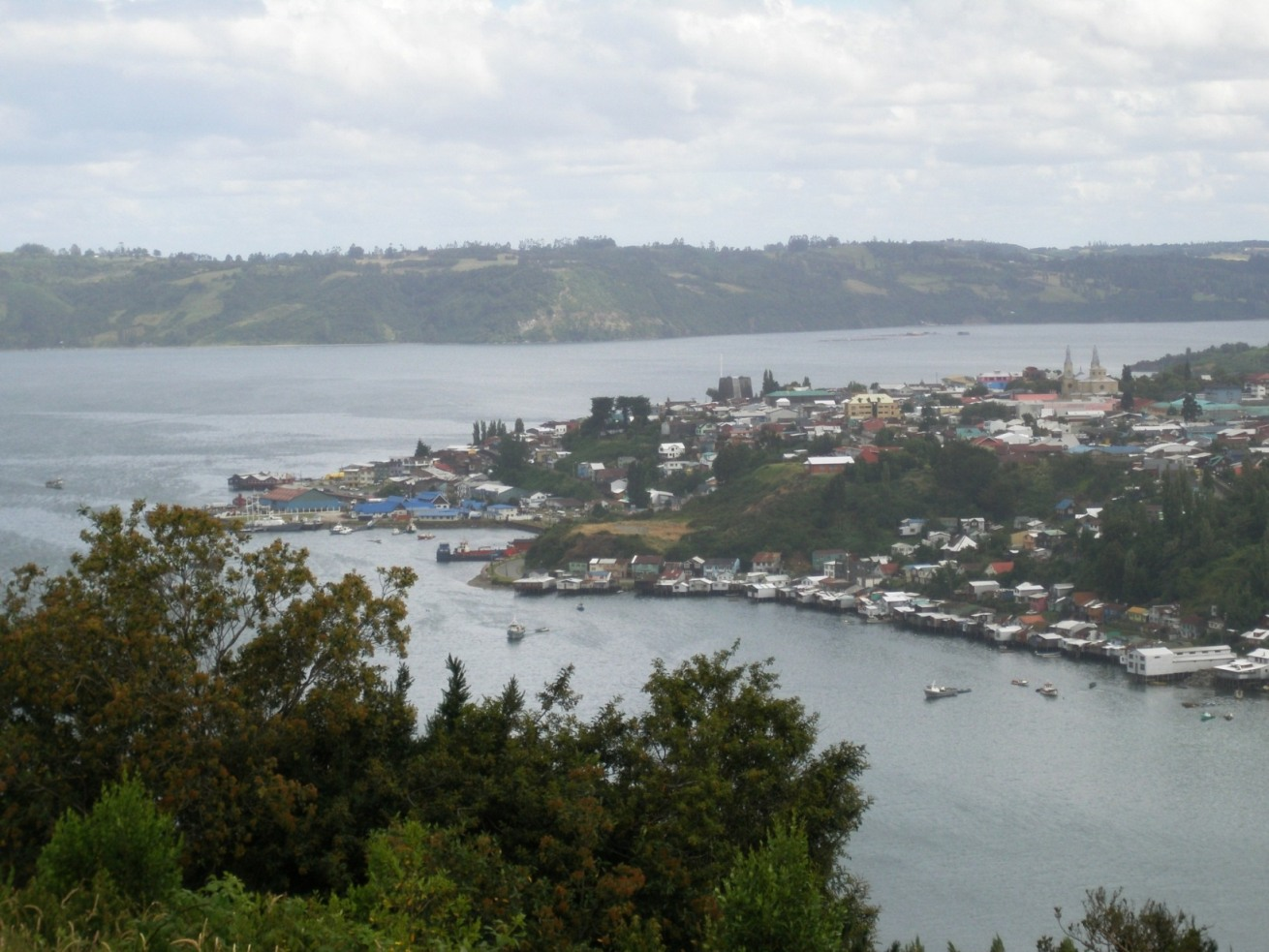
Orașul Castro, capitala insulei și a provinciei Chiloé

Conform recensământului din 2002, populația provinciei Chiloé era de 154,775 persoane, din care majoritatea locuiau pe insula principală.
Principalele orașe de pe insulă sunt Castro, Ancud (care este și sediul diocezei romano-catolice locale) în colțul nord-vestic al insulei, și Quellón, Dalcahue și Chonchi pe coasta de est.
Pe insulă se află parțial sau integral 7 din cele 10 comune care alcătuiesc provincia Chiloé:
- Ancud,
- Castro,
- Chonchi,
- Dalcahue,
- Queilén,
- Quellón,
- Quemchi

Mitologia locuitorilor din insula Chiloé se bazează pe un amestec de credințe religioase indigene și legende și superstiții aduse de spanioli. Folclorul chilot este bogat în animale mitologice și spirite (Caleuche, Trauco, Pincoya, Invunche etc.).

## Arhitectura

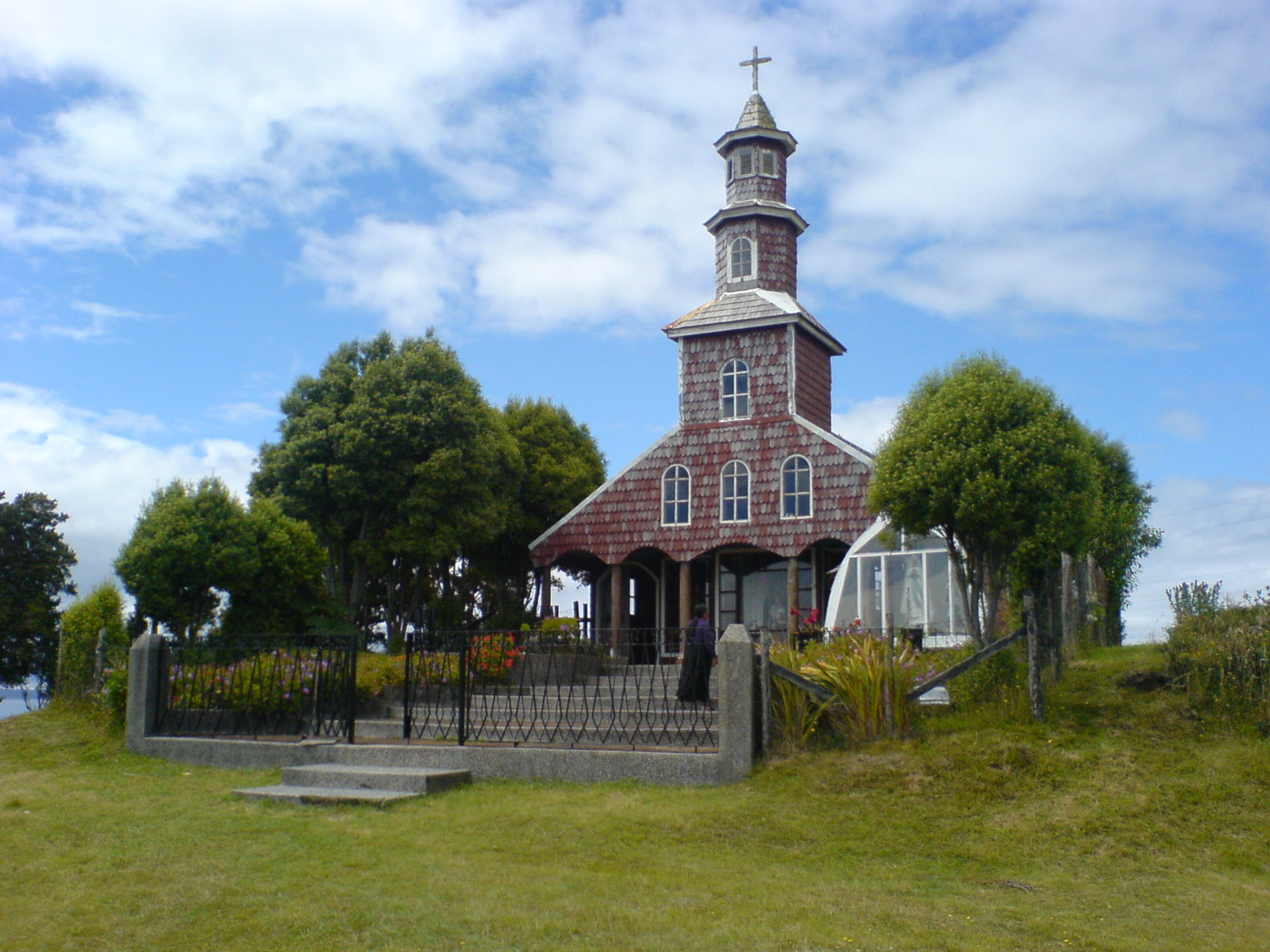
O mică biserică tipică lângă Chacao

Ca urmare a relativei sale izolări, pe insula Chiloé s-a dezvoltat un stil arhitectural unic, specific doar acestei zone. După venirea spaniolilor, pe insulă au fost construite numeroase biserici din lemn, specifice, întâi de către iezuiți în secolele al 17-lea și al 18-lea, apoi de către franciscani în secolul al 19-lea și continuând până în prezen.Ele reprezintă practic o îmbinare a culturii indigene și europene și au fost incluse în lista de monumente culturale mondiale UNESCO.
La sfârșitul secolului al XIX-lea, în orașe precum Castro și Chonchi au fost construite numeroase case pe piloni, numite palafitos.